# Mount Weston
Mount Weston ist ein Berg im ostantarktischen Coatsland. Mit 1210 m Höhe ist er die höchste Erhebung der Haskard Highlands im Westteil der der Shackleton Range.
Kartiert wurde er 1957 von Teilnehmern der Commonwealth Trans-Antarctic Expedition (1955–1958) unter der Leitung des britischen Polarforschers Vivian Fuchs (1908–1999). Benannt ist er nach Peter Douglas Weston (1921–1995), Flugzeugmechaniker der Royal Air Force und Teilnehmer an dieser Expedition.